# Trialeurodes vaporariorum
L'aleurodide delle serre o  mosca bianca (Trialeurodes vaporariorum (Westwood, 1856)) è un insetto appartenente all'ordine Rhynchota, famiglia Aleyrodidae. Originario delle zone tropicali, si è però diffuso in tutto il mondo in modo uniforme, grazie anche all'elevato potenziale riproduttivo e alla capacità di adattarsi. Essendo originario di un clima caldo e umido si sviluppa prevalentemente nelle serre, dove a causa della scarsa ventilazione presente si moltiplica e provoca il maggior numero di danni. Durante l'estate infesta anche alcune colture all'aperto soprattutto nell'Italia meridionale.

## Riproduzione
Questi insetti si riproducono molto velocemente, permettendo la successione di svariate generazioni durante tutto l'anno. Le femmine depongono dalle 150 alle 200 uova sulla pagina inferiore delle foglie. Trascorso un periodo di 10-12 giorni nascono le neanidi, queste successivamente passeranno attraverso tre stadi giovanili più uno ninfale. Per diventare adulto l'aleurodide impiega circa un mese di tempo. 

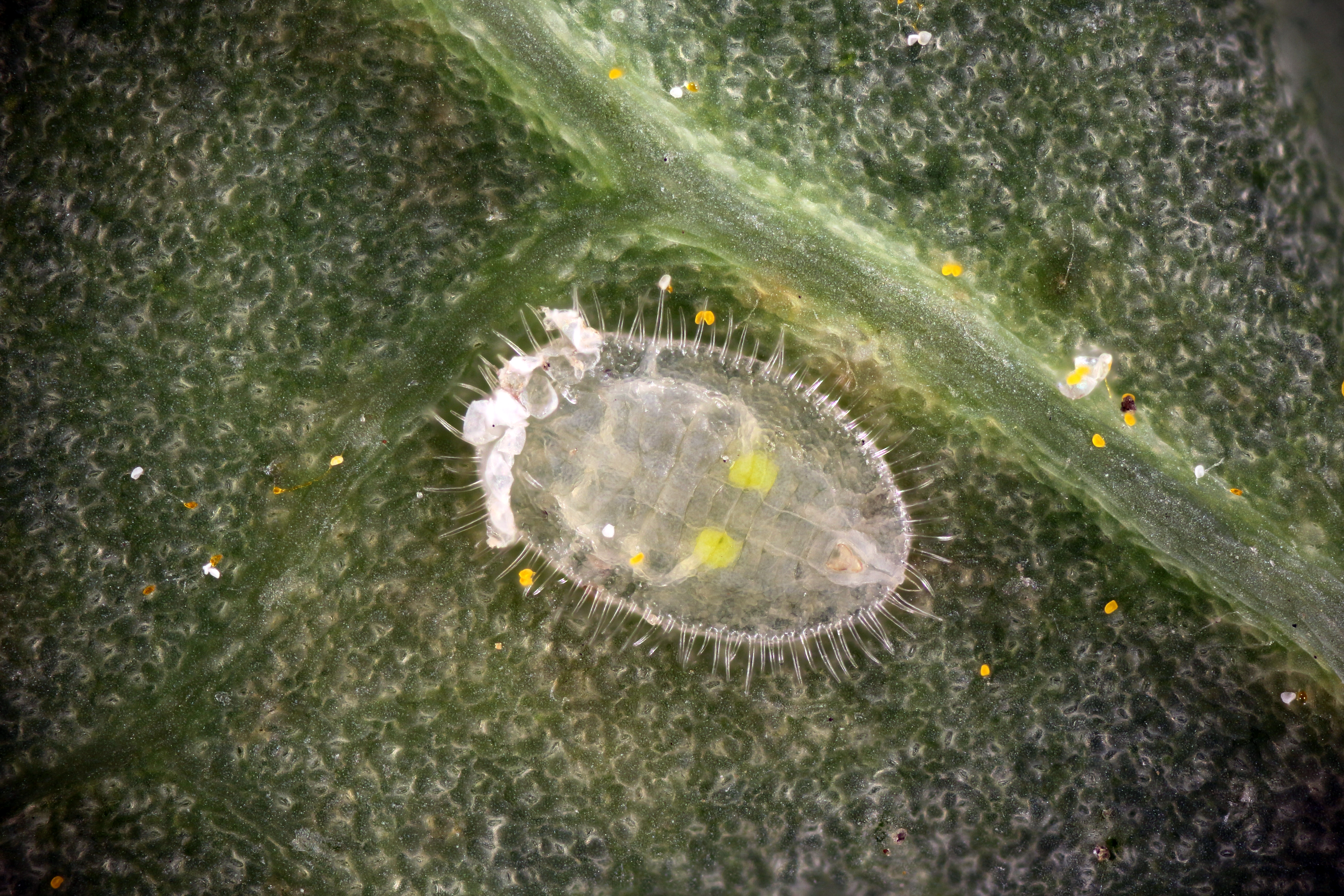
Neanide di Aleurodide delle serre, al microscopio ottico.

## Danni
Essendo solitamente annidati sulla pagina inferiore della foglia non sono facili da scovare, solo muovendo la pianta si vedranno volare per brevi tratti. In caso di forti infestazioni si possono in ogni modo notare facilmente passando fra le piante. Nutrendosi di linfa provocano ingiallimenti delle foglie e indeboliscono la pianta. La Bemisia tabaci è anche vettore di virosi. In caso di attacchi massicci le piante arrivano ad uno stato di deperimento tale che può anche condurre alla morte.
Un danno secondario è dovuto alla produzione di melata, che imbrattando la vegetazione favorisce la crescita e la propagazione della fumaggine.

## Lotta
La lotta contro gli aleurodidi delle serre è difficile a causa del loro elevato potenziale riproduttivo. L'uso di insetticidi ad azione sistemica, ad esempio il pirimiphos-methyl, è efficace ma è sconsigliabile l'uso ripetuto in quanto l'insetto sviluppa in poche generazioni meccanismi di resistenza. Gli insetticidi di contatto, ad esempio i piretroidi di sintesi come il permethrin, provocano un minor grado di tolleranza, ma sono anche meno efficaci a causa delle sostanze cerose che ricoprono sia le uova sia gli insetti. Risultati positivi si ottengono talvolta irrorando le piante con saponi (sapone molle di potassio) in quanto provocano la morte delle neanidi e, in parte degli adulti, per asfissia.
La lotta biologica offre interessanti risorse alternative. Gli antagonisti più efficaci sono Imenotteri parassitoidi, l'Encarsia formosa e l'Encarsia tricolor, tuttavia questi ausiliari sono poco attivi a basse temperature perciò il controllo biologico può essere integrato durante l'inverno con lanci di Miridi predatori, anche se meno efficaci dell'Encarsia. Eventuali grosse infestazioni non controllabili biologicamente richiedono il ricorso alla Lotta biologica e integrata con trattamenti antiparassitari. Altri antagonisti sono la Beauveria bassiana e il Verticillium lecanii, funghi entomofagi.
Un metodo casalingo consiste nel mass trapping effettuato con trappole cromotropiche di colore giallo, cosparse di vischio entomologico. All'uopo sono talvolta usati piatti di plastica di colore giallo. Questa tecnica ha risultati solo parziali e in ogni modo va assolutamente evitata nel caso si pratichi la lotta integrata con l'ausilio di antagonisti naturali, perché tali trappole non sono selettive.